# De bonte zwaan
De bonte zwaan is een bouwwerk in Amsterdam, Houthavens.

## Bouwwerk

### 1966-1980
Dit van oorsprong kantoorgebouw van drie verdiepingen hoog is bijzonder omdat het gebouwd is op een ponton (De vogel). Vanwege de combinatie boot en kantoor kreeg het de bijnaam Botoor. De eerste versie werd gebouwd rond 1966 voor de Koninklijke Nederlandse Stoomboot-Maatschappij, die meer kantoorruimte nodig had. Het door hun gebruikte terrein op het KNSM-eiland was echter al volgebouwd en de KNSM week uit naar het water. Ze kwam te liggen aan de Levantkande en Verbindingsdam. In de jaren zeventig verhuisde Amsterdam haar havenactiviteiten van het Oostelijk Havengebied grotendeels naar het Westelijk Havengebied en het kantoor verhuisde mee. Het kwam te liggen aan een lange havendam in de Houthavens, eerst Stavangerweg, maar later Haparandadam genaamd. 

### 1980-1998

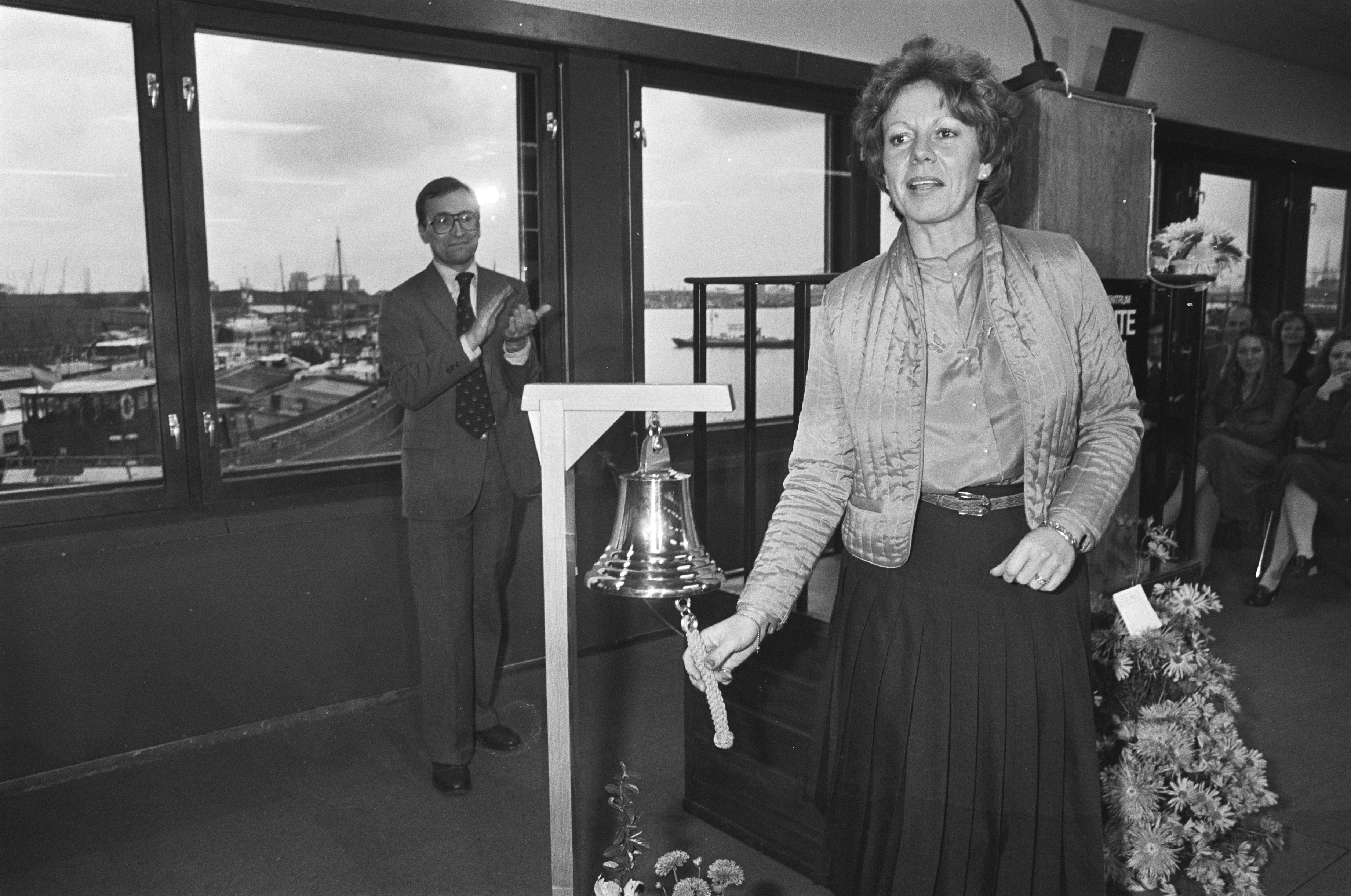
Neelie Smit-Kroes opent (1980)

De bonte zwaan werd verbouwd op initiatief van de Algemene maatschappij voor varenden (AMVV) voor onder andere de schippersbeurs. Niet alleen was er de beurs gevestigd, maar het gaf ook onderdak aan allerlei dienstverlenende instanties voor schippers, zoal kinderopvang en bibliotheek.  De verbouwing kon bekostigd worden door steun van het Koningin-Julianafonds. De opening vond plaats in november 1980 door staatssecretaris Neelie Smit-Kroes van het Ministerie van Verkeer en Waterstaat. In 1998 sloot de schippersbeurs haar deuren; de reden moet gezocht worden in Europese richtlijnen, die de beurs het stempel concurrentievervalsing meegaf. 
Er moest een nieuwe bestemming gevonden worden, dat werd echter opgehouden door de eisen uit de jaren zestig; het gebouw zat vol met asbest (circa 10.000 m²) dat eerst verwijderd moest worden. Er werd toen gedacht aan een broedplaats voor kunstenaars; de gemeente deed het kantoor in 2002 voor één euro over aan Woningcorporatie de Key, die architectenbureau CASA Architecten met Willem van Gils inschakelde. Die grootse verbouwing werd in 2005 afgerond (opening 13 oktober 2005), waarbij het industriële karakter deels werd behouden. De lange zijden kregen een “luxe” bekleding” en kopse kanten bleven “kaal”. Het biedt onderdak aan meerder kunstenaarsateliers, er zijn verder werkruimten, expositieruimten, vergadergelegenheden en horeca. Onder andere Marjet Wessels Boer vond er onderdak. Er werd de "Stichting De Bonte Zwaan" in het leven geroepen om het bedrijfsverzamelgebouw te beheren.

## Naamstelling
Amsterdam had een lange historie voor wat schippersbeurzen, de eerste werd in de 16e eeuw in gebruik genomen en verhuisde door de eeuwen heen. Ze was onder meer gevestigd in de Beurs van Hendrick de Keyser (17e en 18e eeuw) en de Beurs van Berlage (vanaf 1903). De naam verwijst naar andere soortgelijke gebouwen in Rotterdam (Witte zwaan), Maasbracht (Zwarte zwaan), Terneuzen (Groene zwaan) Dordrecht (Het zwanejong) en Zwolle (Het zwanennest).

## Kunst
Een van die kopse geveldelen werd in 2022 voorzien van een muurschildering in de vorm van een gedicht van Daan Doesborgh. Hij haalde zijn inspiratie uit Jan Asselijns De bedreigde zwaan uit circa 1650.